# رونی کلاس
رونی کلاس (انگلیسی: Ronny Claes؛ زادهٔ ۱۰ اکتبر ۱۹۵۷) دوچرخه‌سوار اهل بلژیک است.